# Stor-Rot-Karltjärnen
Stor-Rot-Karltjärnen är en sjö i Strömsunds kommun i Jämtland och ingår i Ångermanälvens huvudavrinningsområde. Sjön har en area på 0,112 kvadratkilometer och ligger 476,2 meter över havet. Sjön avvattnas av vattendraget Långtjärnbäcken.

## Delavrinningsområde
Stor-Rot-Karltjärnen ingår i det delavrinningsområde (714652-147989) som SMHI kallar för Mynnar i Klingerselet. Medelhöjden är 522 meter över havet och ytan är 21,55 kvadratkilometer. Det finns inga avrinningsområden uppströms utan avrinningsområdet är högsta punkten. Långtjärnbäcken som avvattnar avrinningsområdet har biflödesordning 4, vilket innebär att vattnet flödar genom totalt 4 vattendrag innan det når havet efter 242 kilometer. Avrinningsområdet består mestadels av skog (96 procent). Avrinningsområdet har 0,11 kvadratkilometer vattenytor vilket ger det en sjöprocent på 0,5 procent.